# Sven Heilo

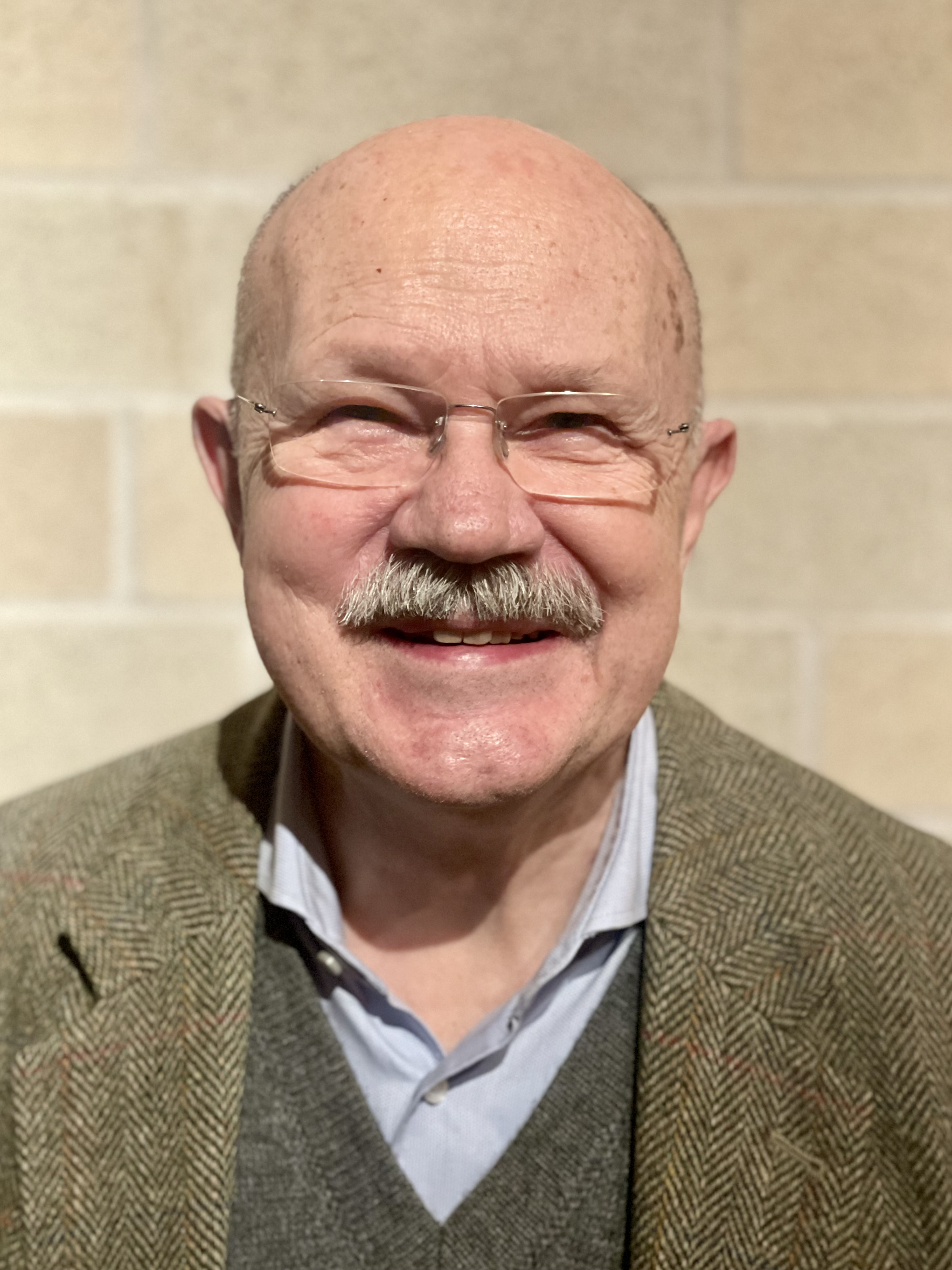
Sven Heilo

Sven Erik Heilo, född 25 februari 1940 i Moline i Illinois, är en svensk översättare. 
Heilo kom till Sverige med sina föräldrar 1947. Han växte upp i Lund, avlade studentexamen vid Katedralskolan och studerade vid Lunds universitet 1962–1964. Därefter följde en mångårig tjänstgöring vid Tullverket som även omfattade facköversättning.
Vid sidan av tulltjänsten har Heilo varit aktiv som översättare av i huvudsak teologisk litteratur. Han blev fil. kand. vid Lunds universitet 2008. Sedan 2013 är han verksam som översättare, främst från tyska, och recensent för tidskriften Signum.

## Översättningar
- Thomas Merton: Jonastecknet, Catholica 1985
- Thomas Merton: Kallad till tystnad (revision av tidigare övers. av Sven Stolpe), Catholica 1986
- Thomas Merton: Kontemplativ bön, Catholica 1987
- Nicholas Zernov: Vishet i exil, Artos 1993
- John Meyendorff: Bysantinsk teologi,  Artos 1995
- Thomas Merton; Tankar ur tystnaden, Catholica 1998
- Jan Berggren, Bernadotterna och Helsingborg, Helsingborgs stad 2010
- John Hughes-Wilson, Moderna militära underrättelsefiaskon, Svenskt militärhistoriskt bibliotek 2013